# 高岳相如
高岳 相如（たかおか の すけゆき、生没年不詳）は、平安時代中期の官人・漢詩人。氏は高丘とも記される。字は高俊。右大史・高岳時光の子とも言われるが、出自は未詳。官位は外従五位下・飛騨守。

## 経歴
文章生として紀伝道を学び、村上朝の天徳･応和年間（957年-964年）に慶滋保胤とその才をならび称される。応和3年（963年）『善秀才宅詩合』と安和2年（969年）『粟田左府尚歯会詩』に保胤とともに漢詩が採録された。正
円融朝の天元4年（981年）権少外記に任ぜられると、天元5年（982年）少外記、永観2年（984年）大外記と円融朝末から花山朝にかけて外記局で昇任され、寛和元年（985年）外従五位下に叙爵された。一条朝の正暦年間（990 - 995年）飛騨守となった。藤原在国・源為憲・藤原為時らと詩席を設けたほか、清原元輔・大中臣能宣らを自宅に招いて歌を詠じたこともある。
『本朝文粋』や『和漢朗詠集』に詩文が残されている。『和漢朗詠集』に掲載句が多いのは、選者の藤原公任が相如の弟子だからだと伝わる。

## 官歴
『外記補任』による。
- 時期不詳：文章生
- 天元4年（981年）正月29日：権少外記
- 天元5年（982年）正月30日：少外記
- 永観2年（984年）10月30日：大外記
- 寛和元年（985年）12月24日：外従五位下
- 正暦3年（992年）正月：飛騨守

## 系譜
- 父：高岳時光（または時郷）[3]
- 母：不詳
- 生母不詳の子女
  - 男子：高岳頼言[3]
  - 男子：高岳相言[3]
  - 男子：高岳憲言[3]
  - 女子：春道範隆室[3]